# OpenArena (видео игра)
OpenArena је бесплатна игра отвореног кода и пуцачина из првог лица заснована на Quake III Arena deathmatch стилу. OpenArena пројекат је покренут 19. августа 2005, дан после id-овог Tech 3 GPL издавања кода.
Тренутна верзија је 0.8.8, и активе "reboot" под називом "ОА3" је планирано, са циљем управљања уметничким стиловима даље од класичног простора и готик теме да "нешто више "манга" буде инспирисано", истовремено подизање њеног квалитета и стандарда перформанси.
OpenArena званични сајт има могућност скидања верзије за Microsoft Windows, Linux, и Mac OS X оперативне системе. Захваљујући напорима трећих лица, она је такође доступна за стандардни репозиторијум једног броја оперативних система отвореног кода, укључујући Debian, Fedora, FreeBSD, Gentoo, Mandriva, Arch и Ubuntu. Такође је у развоју за Maemo мобилни оперативни систем. Портови за Raspberry Pi, Android и iOS су доступни такође.

## Играње
OpenArena-ова игра покушава да прати Quake III Arena: "score frags" за победу користећи избалансиран сет оружја сваки дизајниран за различите ситуације, са само мањим изменама правила подразумевано (попут награђивања играча за убијање другог играча током његове "смрти").
Сваки меч се дешава у "Арени": мапа у којој играчи покушавају да убију једни друге; неке Арене су дизајниране за "Capture the flag" мод (зароби заставу) и сличне врсте игре, тако су уграђени са две базе (обично идентични, осим боје), за два тима.
Quake III стил игре је веома брз и захтева вештину да би се успешно играо на мрежи. То је аркадни стил играња који омогућава да се брзо крећете кроз мапу захваљујући "bouncepads" (одскочна поља), "accelerator pads" (поља убрзања), телепортови и напредне технике као што су страфе скакања и ракетна скакања. Неке арене укључују замке.
Игра се може играти на мрежи онлине (против других "људских" играча) или офлајн (против рачунарски контролисаних карактера - ботова). "Singleplayer" режим омогућава да се играју унапред дефинисане серије "deatchmatches", откључавање новог нивоа од четири мапе након завршеног претходног дела, или да креирате сопствену игру у било којој врсти игре кроз "skirmish" мод.

### Модови игре
Играње модове постоји као што је Deathmatch (познат као Free For All), Team Deathmatch, Tournament, и Capture The Flag (сви модови постоје и у Quake III). OpenArena верзија 0.7.6 додаје нове Elimination, CTF Elimination, Last Man Standing и Double Domination модове игре. Domination мод је доступан, такође, а ту су и Harvester, One flag CTF и Overload модови (старија тројка модова из Quake III: Team Arena).

## Значај
Quake 3 Arena се користи као платформа за научни рад у рачунарској науци. Неки примери укључују "streaming" графику са централног сервера и визуелно велике количине мрежних података.